# جعفر أباد (حسن أباد)
جعفر أباد (بالفارسية: جعفرآباد) هي منطقة سكنية تقع في فارس في إيران. يقدر عدد سكانها بـ 489 نسمة .